# Diheteropogon hagerupii
Diheteropogon hagerupii är en gräsart som beskrevs av Albert Spear Hitchcock. Diheteropogon hagerupii ingår i släktet Diheteropogon och familjen gräs. Inga underarter finns listade i Catalogue of Life.